# SN 1961O
SN 1961O – supernowa odkryta 4 września 1961 roku w galaktyce MCG +07-06-19. W momencie odkrycia miała maksymalną jasność 17,00m.